# Съседката (теленовела)
„Съседката“ (на испански: La vecina) е мексиканска комедийна теленовела от 2015 г., продуцирана от Лусеро Суарес за Телевиса. Адаптация е на колумбийския сериал La costeña y el cachaco от 2003 г.
В главите роли са Есмералда Пиментел и Хуан Диего Коварубиас, а в отрицателните – Наталия Гереро, Хавиер Хатин и Луис Гатика.

## Сюжет
Когато слага край на дългогодишната си връзка, и е изгонена от хотела, където работи, Сара Гранадос се мести в Сан Гаспар заедно с чичо си Симон.
„Конатрло“ е компания, занимаваща се с петрол. Шефовете ѝ решават да разследват съмнителни липси на ресурси и изпращат младия инженер Антонио Андраде в Сан Гаспар, а Исабел – годеницата му, остава на заден план.
Рикардо се възползва от липсата на Антонио и печели любовта на Исабел.
Съдбата се опитва да свърже Антонио и Сара, първият път е, когато стават съседи. Пред множество конфликти трябва да се изправят двамата, за да получат най-важното нещо в живота – любовта.

## Актьори
Част от актьорския състав:
- Есмералда Пиментел – Сара Гранадос Еспарса
- Хуан Диего Коварубиас – Антонио Андраде
- Наталия Гереро – Исабел Сиснерос
- Алехандро Ибара – Висенте Гранадос
- Луис Гатика – Педро Аранго
- Карлос Брачо – Хуан Карлос Урибе
- Артуро Кармона – Фидел Чавес
- Пиер Анхело – Симон Еспарса
- Мария Алисия Делгадо – Марина Салдивар
- Хавиер Хатин – Елисео Гонсалес
- Бени Ибара – Гиермо Сиснерос
- Алфредо Гатика – Рикардо Сегура Давила

## Саундтрак
Песните са композирани и изпълнени от Хорхе Домингес. Издадени са на 20 юли 2015 г. от Fonarte Latino

## Премиера
Премиерата на Съседката е на 25 май 2015 г. по Canal de las Estrellas. Последният 176. епизод е излъчен на 24 януари 2016 г.
| Сезон (Година) | Излъчване              | Брой епизоди | Премиера    | Премиера         | Финал          | Финал         |
| Сезон (Година) | Излъчване              | Брой епизоди | Дата        | Премиера Рейтинг | Дата           | Финал Рейтинг |
| -------------- | ---------------------- | ------------ | ----------- | ---------------- | -------------- | ------------- |
| 2015           | понеделник-петък 18:10 | 176          | 25 май 2015 | 16.8             | 24 януари 2016 | н/д           |